# Produit intérieur doux
Le produit intérieur doux ou PID est une proposition de recours à des indicateurs économiques visant à faire réfléchir sur la mesure de l'activité économique en évaluant l'importance d'activités non marchandes, notamment domestiques et bénévoles, que le produit intérieur brut ne prend en compte que de manière très partielle.

## Historique
Afin d'éviter de faux débats, l’initiative du PID doit être replacée selon Patrick Viveret dans son contexte historique collectif : "Au Québec d’abord, selon lui, Vivian Labrie, la sociologue ayant porté cette initiative, n’est pas une personne isolée. Elle était à l’époque la porte parole du vaste collectif « pour un Québec sans pauvreté » qui rassemble l’ensemble des associations de lutte contre l’exclusion et la pauvreté au Québec (l’équivalent du collectif Alerte) mais aussi l’économie sociale et solidaire (très importante au Québec), le mouvement syndical et le mouvement altermondialiste. C’est un collectif très important qui a été à l’origine du dit "Parlement de la Rue" dont elle a été notamment à l'initiative. Et c’est dans le cadre de ce Parlement qu’a été proposé aux parlementaires et accepté par le ministre des finances de l’époque (Bernard Landry), lequel avait accepté d’y intervenir, « un carrefour des savoirs » entre ce ministère et le collectif. C’est au cours de ce carrefour et à la suite d’un exposé sur la comptabilité nationale et son agrégat principal, «  le produit intérieur brut », que le collectif a compris qu’une part non négligeable des richesses non marchandes n’étaient pas incluses dans le PIB et, en conséquence, a proposé deux concepts : le « produit intérieur doux », et les « dépenses intérieures dures », afin de caractériser les destructions et souffrances sanitaires et sociales souvent invisibles".

## Signification
Le PID au sens strict du terme, selon le spécialiste des indicateurs de richesse Jean Gadrey, "ne désigne pas un indicateur mais une démarche citoyenne et d'éducation populaire visant à faire réfléchir sur la richesse et également sur ses indicateurs.[...] Si l’on veut le rapprocher d’autres indicateurs de richesse novateurs existant, il faut le placer dans la famille des indicateurs tendant à réformer la comptabilité nationale tels les indicateurs de bien être économique qui procèdent à des soustractions d’activités écologiquement ou socialement destructrices et à des ajouts d’activités socialement ou écologiquement utiles mais non présentes dans le PIB (activités domestiques non marchandes, bénévolat en particulier)". Pour ses promoteurs, il s'agit de prendre en compte à leur juste importance les services non marchands, notamment domestiques et bénévoles, mais aussi les gisements traditionnels de savoirs, de savoir-faire (danses, coutumes, institutions, langue, ..) et d'investissements (immeubles, procédés, espèces végétales et animales locales, génie rural, ..) que le produit intérieur brut ne prend en compte que de manière très partielle.

## Diffusion
Depuis ses premières apparitions, ce concept a été diffusé ponctuellement au Québec. En France, une émission de France Inter le samedi 21 juin 2008 à 14h00 s'est intéressé au PID, concept d'un « collectif québécois ». D'autres médias l'ont également cité comme la revue mensuelle de l'Adels, Territoires , et Inter actes if [numéro 18, automne 2006] ou encore Politis. Le terme s'est même invité au Sénat, cité une fois par un haut fonctionnaire qui a précisé qu'afin de l'« opposer au Produit intérieur brut [...] les Canadiens ne manquent pas d'humour. ».
Ce concept a fait l'objet d'une communication au colloque organisé à l'Assemblée nationale le 22 avril 2008 par le collectif interdisciplinaire FAIR (Forum pour d'autres Indicateurs de Richesse). Ce collectif est impulsé par une vingtaine de personnalités et d'associations ou  fondations gérées par le journal Alternatives économiques  ; parmi ses animateurs, on trouve l'économiste Jean Gadrey membre de la commission Stiglitz concernant la définition d'autres indicateurs de croissance. Le PID est par ailleurs repris et popularisé par Patrick Viveret notamment dans plusieurs manifestations publiques et dans la presse.